# Nongo-Souala
Nongo-Souala is een gemeente (commune) in de regio Sikasso in Mali. De gemeente telt 10.000 inwoners (2009).
De gemeente bestaat uit de volgende plaatsen:
- Bouna
- Fourouma
- Mamarasso
- Nongo-Souala